# The Corsair
The Corsair (Le Corsaire) est un poème de Lord Byron publié en 1814 composé de trois chants. Ce poème eut un succès retentissant dès sa sortie : dix mille exemplaires sont vendus le premier jour.

## Résumé
Conrad, pirate grec, écume la mer Méditerranée. Craint et respecté par ses hommes, son caractère farouche et impassible cache un amour profond pour Medora, qui elle aussi est très éprise. Apprenant la décision du pacha turc Seyr de lancer une expédition contre son repaire, il décide de l'attaquer en premier. Ses adieux à Medora sont déchirants (Chant I).

Le Pacha et ses hommes sont à un banquet dans son palais pour fêter l'expédition prochaine, lorsqu'il est attaqué par Conrad, déguisé en derviche. Sous l'effet de la surprise, voyant ses navires et son palais en feu, le Pacha et ses soldats sont tout d'abord effrayés. Conrad et son équipage ont le temps de faire un beau carnage et de sauver des flammes les femmes du harem, dont l'esclave favorite du Pacha, Gulnare. Mais le Pacha, voyant leur petit nombre, passe à l'offensive et capture Conrad. Le pirate enchainé doit être empalé à l'aube. Son unique tourment est d'abandonner Medora. Il s'est endormi lorsqu'il reçoit la visite de Gulnare venue le remercier de l'avoir sauvée, elle et ses compagnes. Elle cherche un moyen de le libérer (Chant II). 

Sur l'île du Corsaire, Medora s'inquiète pour son bien-aimé. Elle apprend par des survivants de l’expédition que Conrad est probablement encore en vie. Ils discutent sur un moyen de le sauver. Gulnare propose au pacha de laisser Conrad en vie et de demander une rançon. Il la soupçonne d'éprouver des sentiments pour le pirate. Finalement, Gulnare revient trouver Conrad, lui avoue son amour pour lui et lui demande d'assassiner le Pacha pour s'enfuir ensemble, ce qui lui permettrait de retrouver sa liberté. Par orgueil, Conrad refuse, préférant mourir supplicié que le déshonneur d'assassiner le Pacha dans son sommeil. Il suit quand même Gulnare pour découvrir, horrifié, qu'elle a exécuté son plan seule et qu'elle a du sang sur les mains. Ils s'enfuient sur une barque. Terrifié par la froideur de Conrad, Gulnare le supplie de lui pardonner. C’est à ce moment qu’ils croisent en mer les hommes de Conrad qui venaient à son secours. Celui-ci finit par montrer de la reconnaissance à Gulnare et la serre dans ses bras : « Ce qu'elle a fait, des torrents de larmes ne pourront jamais l'effacer, et le ciel la punira au jour de sa colère. Mais — ce qu'elle a fait, il le sait : quel que soit son crime, c'est pour lui que le poignard a frappé, que le sang a été versé ; et il est libre ». Arrivés à leur repaire, au milieu des chants de joie, le pirate découvre que Medora s'est donné la mort. Fou de chagrin il s'enfuit et disparait (Chant III ).

## Le héros byronien

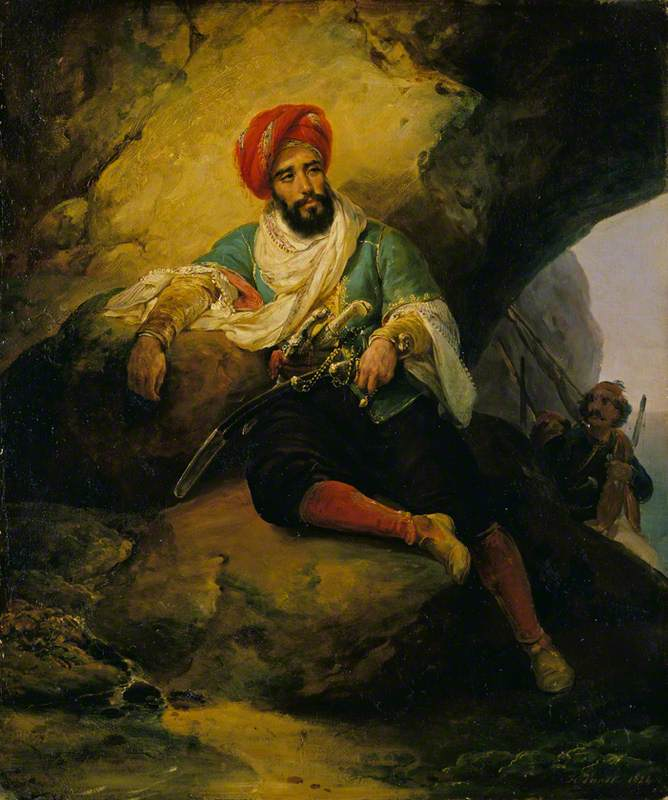
Conrad le corsaire
Horace Vernet, 1824
Wallace Collection, Londres

Le personnage de Conrad offre l’occasion à Lord Byron d’approfondir, après Childe Harold, le type du héros Byronien, ténébreux et amer, ricanant et dédaigneux, cachant sous une apparence de froideur les passions qui le rongent : « Alors se découvrent, dans chaque expression des traits, les mouvements du cœur, qui se manifestent dans toute leur force sans s'éteindre ; cette lutte convulsive — qui s'élève ; —ce froid de glace ou cette flamme qui brûle en passant, sueur froide sur les traits, ou abattement soudain sur le front. » Et, plus loin : « Regarde — comment ce cœur solitaire et flétri consume la pensée déchirante d'années maudites ! »
Comme Childe Harold c’est un personnage de proscrit, méprisé par les hommes : « Il savait qu'il était détesté ; mais il savait aussi que ceux qui le haïssaient rampaient devant lui et le redoutaient. Solitaire, farouche, étrange, il vivait exempt pareillement de toute affection et de tout mépris. »
Et pourtant, son cœur n’est pas totalement glacé, il éprouve un amour partagé pour une femme, Medora, à laquelle il reste fidèle, et « le crime lui-même n’avait pu éteindre la plus aimable des vertus. »
Mais sa misanthropie n’entre pas en contradiction avec son amour pour Medora, bien au contraire : « […]mon tendre amour pour toi et ma haine pour les hommes, sont tellement confondus, que, s'ils étaient séparés, je cesserais de t'aimer lorsque j'aimerais le genre humain. »

## Le Corsaireet les femmes
Alors que Lord Byron professe ouvertement sa misogynie, que ce soit dans ses lettres à Lady Melbourne : « Je n'ai pas une très haute opinion de votre sexe ; mais quand je vois une femme supérieure non seulement à tous les représentants de son sexe mais à la plupart des représentants du nôtre, j'ai pour elle de l'adoration en proportion du mépris que j'ai pour les autres. », ou dans son journal où il encense le principe du gynécée : « Réfléchi à la condition des femmes dans la Grèce antique — assez commode. […] Devraient s'occuper du foyer […] mais tenues à l'écart du monde. », dans Le Corsaire, les femmes ont le beau rôle. Ce sont deux portraits de femmes amoureuses, prêtes au pire par amour. Medora incarne la fidélité, allant jusqu’au suicide plutôt que de ne pas revoir son amant. Gulnare représente le courage, prête à tuer pour sa liberté et celle de l’homme qu’elle aime, même si elle prend le risque de perdre sa féminité en inversant les rôles : « Quoique quelque chose de pire que la frénésie puisse remplir ce cœur, extrême en amour comme en haine, en bien comme en mal, le dernier des crimes l'a laissée encore femme après son exécution! » 

## Autour de l’œuvre
Ce poème a beaucoup inspiré musiciens et chorégraphes : 
- L'opéra Il corsaro de Giuseppe Verdi.
- Le ballet Le Corsaire, par Joseph Mazilier, musique de Adolphe Adam, créé en 1856 à Paris.
- Le ballet Le Corsaire par Marius Petipa créé en 1899 à Saint Petersbourg.

## Traductions
- Œuvres complètes de Lord Byron, traduction de Benjamin Laroche, 1847
- Le Corsaire, traduction mise en vers de Pierre-Jacques-René Denne-Baron, publiée dans Le Ménestrel en 1864
- Le Corsaire et autres poèmes orientaux, traduit par  Jean Pavans, Poésie/Gallimard, 2019.